# 1999 OC4
1999 OC4, também escrito como 1999 OC4, é um objeto transnetuniano (TNO) que está localizado no cinturão de Kuiper, uma região do Sistema Solar. Este corpo celeste é classificado como um cubewano. Ele possui uma magnitude absoluta (H) de 8,3 e, tem um diâmetro estimado com cerca de 96 km.

## Descoberta
1999 OC4 foi descoberto no dia 18 de julho de 1999.

## Órbita
A órbita de 1999 OC4 tem uma excentricidade de 0.167 e possui um semieixo maior de 45.365 UA. O seu periélio leva o mesmo a uma distância de 37.771 UA em relação ao Sol e seu afélio a 52.959.